# إكرنفورده
اكرنفورده (بالألمانية: Eckernförde) هي بلدة ألمانية تقع في ألمانيا في شليسفيغ هولشتاين.[بحاجة لمصدر] يقدر عدد سكانها بـ 23,144 نسمة .

## المدن التوأمة
مدن Brzeg، مككلسفيلد، هسلهولم، تنجا، Nakskov و بوتزو هي مدن توأمة لـاكرنفورده.

## أعلام
- لورينز فون شتاين
- فريدريك جي. كلوسن
- كارين مولر
- ويلهلم ليمان
- لون فيشر